# Бакбергенова, Жамиля Науханнуровна
Бакбергенова Жамила Науханнуровна (род. 6 января 1996 или 1 июня 1996, Алматинская область) — казахстанская спортсменка (вольная борьба), Заслуженный мастер спорта Республики Казахстан, чемпионка и призёр чемпионатов Азии, трёхкратный серебряный призёр чемпионатов мира 2021, 2022 и 2024 годов.

## Карьера
В 2018 году стала чемпионкой мира среди молодёжи (до 23 лет).
В 2019 году завоевала бронзу на чемпионате Азии. В 2020 году выиграла золотую медаль в весовой категории до 72 кг на чемпионате Азии по борьбе 2020 года в Нью-Дели, Индия.
На чемпионате мира 2021 года стала второй, уступив японке Масако Фуруичи. Дважды участвовала в квалификационных турнирах к Олимпиаде в Токио, но не смогла получить лицензию.
В 2022 году стала 2-кратной чемпионкой Азии в весовой категории до 72 кг на чемпионате Азии по борьбе в Монголии, Улан-Батор.
В 2022 году на чемпионате мира стала второй, уступив американке Амит Элор. 
В 2023 году в 3-й раз выиграла чемпионат Азии в Астане, Казахстан. 
Лучший спортсмен 2022 года Республики Казахстан.
На внутренних соревнованиях представляет город Астана. 